# Fela Sowande
Fela Sowande född 29 maj 1905 i Abeokuta Nigeria död 13 mars 1987, nigeriansk-brittisk kompositör, dirigent och organist. 